# Чокто (окръг, Алабама)
Окръг Чокто (на английски: Choctaw County) е окръг в щата Алабама, Съединени американски щати. Площта му е 2385 km², а населението – 12 665 души (1 април 2020). Административен център е град Бътлър.